# مشرف‌الدوله دیلمی
حسن دیلمی  (۱۰۰۳ - مهٔ ۱۰۲۵ م.) ملقب به مشرف‌الدوله و مُکَنّیٰ به ابوعلی، از ۱۰۲۱ تا ۱۰۲۵ میلادی، امیر آل بویه در عراق بود. او کوچک‌ترین فرزند بهاءالدوله دیلمی بود.